# Église de la Nativité-de-la-Sainte-Vierge de Buire
L'église de la Nativité-de-la-Sainte-Vierge est une église située à Buire, en France.

## Localisation
L'église est située sur la commune de Buire, dans le département de l'Aisne.